# 谷尾商会
株式会社谷尾商会（たにおしょうかい、TANIO CO.,LTD. ）は、大阪市北区松ヶ枝町に本部を置く、カワサキオートバイの部品やその他関連用品を全国約500店のオートバイ用品ショップに卸す企業。1951年創業。

## 沿革
- 1951年1月 - 谷尾光夫の個人経営であった北区梅ヶ枝町192番地の小型自動車部品商「谷尾商店」を継承し、発展的に「株式会社谷尾商会」に称号・組織を変更
- 1967年11月 - 本社を現在地に移転
- 2003年10月 - オリジナルブランド「T's（ティーズ）」を本格的に始動。
- 2021年1月 - 創業70周年を迎える。